# Befreiung der SS-Geiseln in Südtirol

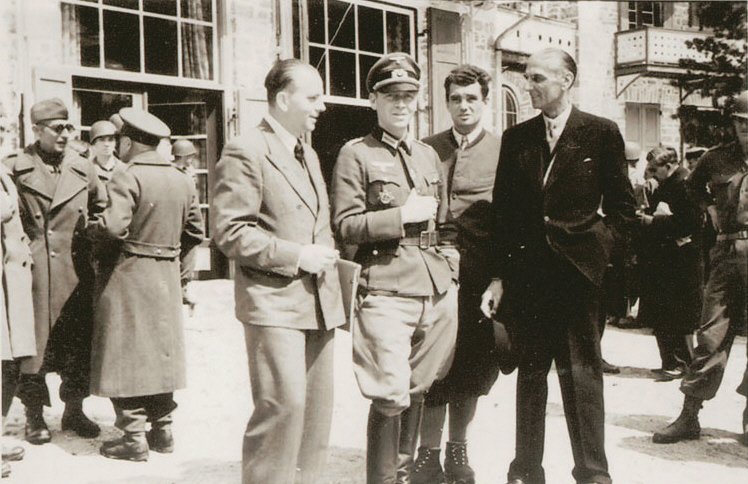
Oberst Bogislaw von Bonin (Uniform) mit Sigismund Payne Best (schwarze Jacke) und links Franz Maria Liedig, beim Pragser Wildsee, 5. Mai 1945

Die Befreiung der SS-Geiseln in Südtirol fand zum Ende des Zweiten Weltkriegs am 30. April 1945 in Niederdorf (italienisch Villabassa) im Hochpustertal statt. Soldaten der Wehrmacht unter Führung von Hauptmann Wichard von Alvensleben befreiten 141 Sonder- und Sippenhäftlinge, die aus Deutschland und siebzehn weiteren europäischen Staaten stammten, aus den Händen eines SS-Kommandos.
Unter den Befreiten befanden sich Totgeglaubte wie der ehemalige österreichische Bundeskanzler Kurt Schuschnigg, der frühere französische Ministerpräsident Léon Blum und Pastor Martin Niemöller sowie weitere bekannte Persönlichkeiten wie der Großindustrielle Fritz Thyssen und der frühere Reichswirtschaftsminister Hjalmar Schacht.

## Vorgeschichte
Ausgangspunkt war vermutlich ein Plan Ernst Kaltenbrunners, Chef der Sicherheitspolizei und des SD, prominente Häftlinge als Geiseln der SS in die „Alpenfestung“ nach Südtirol zu verschleppen. Als Faustpfand sollten sie dort für Waffenstillstandsverhandlungen mit den Westalliierten zur Verfügung stehen. Im Frühjahr 1945 wurde hierfür eine Auswahl solcher Häftlinge und einiger Angehöriger aus verschiedenen nationalsozialistischen Konzentrationslagern, darunter Buchenwald, Flossenbürg und Mauthausen, im Konzentrationslager Dachau zusammengelegt. Von Dachau aus, dem sich bereits amerikanische Truppen näherten, wurden die inzwischen 141 Häftlinge aus achtzehn Nationen Europas in drei Gruppen am 17., 24. und 26. April 1945 von einem Sonderkommando der SS und des SD zunächst in das Lager Reichenau in Innsbruck deportiert. Der Transport wurde von SS-Obersturmführer Edgar Stiller geleitet. Die Begleiter waren fünfzig, nach anderen Angaben achtzig SS-Männer, die den Auftrag hatten, die Gefangenen im Zweifelsfall zu ermorden. Die meisten waren SS-Wachleute aus Dachau, die übrigen gehörten zu einem SD-Kommando unter einem SS-Untersturmführer Bader.

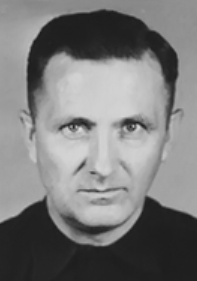
SS-Obersturmführer Edgar Stiller

Von Innsbruck aus wurde der Gefangenentransport am 27. April mit Bussen und Lastwagen fortgesetzt. Am Morgen des 28. April traf der Transport bei Niederdorf im Hochpustertal ein. Das ursprüngliche Ziel, ein normalerweise in dieser Jahreszeit noch geschlossenes Hotel am nahegelegenen Pragser Wildsee, war wider Erwarten von den Wehrmachtsgenerälen Hans Schlemmer, Hans Jordan und Alfred Bülowius mit ihren Stäben belegt.
Während Stiller nach einer Lösung suchte, ließen sich die Gefangenen von ihren Bewachern nicht hindern, zu Fuß nach Niederdorf zu gehen. Die Südtiroler Bevölkerung zeigte Sympathie und Hilfsbereitschaft. Die Gefangenen wurden teils in Gasthöfen sowie im Pfarrhof, teils auf provisorisch aufgeschüttetem Stroh im Gemeindeamt untergebracht.

## Besonders prominente Häftlinge
Unter den Internierten befanden sich der ehemalige österreichische Bundeskanzler Kurt Schuschnigg mit Frau und Tochter, der ehemalige Wiener Bürgermeister Richard Schmitz, der frühere französische Ministerpräsident Léon Blum mit Frau, der französische Bischof von Clermont-Ferrand, Gabriel Piguet, der ehemalige ungarische Ministerpräsident Miklós Kállay, der Oberbefehlshaber des griechischen Heeres, General Alexandros Papagos mit seinem Stab, die beim Venlo-Zwischenfall entführten Agenten des britischen Geheimdienstes Sigismund Payne Best und Richard Henry Stevens, die Theologen Johannes Neuhäusler und Martin Niemöller, der ehemalige Generalstabschef des deutschen Heeres, Generaloberst Franz Halder mit Ehefrau, die Generale der Infanterie Alexander Freiherr von Falkenhausen und Georg Thomas, der Oberst i. G. Bogislaw von Bonin, Philipp Prinz von Hessen, der Widerstandskämpfer und Offizier Fabian von Schlabrendorff, der Großindustrielle Fritz Thyssen mit Ehefrau, der frühere Reichsbankpräsident und Reichswirtschaftsminister Hjalmar Schacht, die Kabarettistin und spätere Ordensschwester Isa Vermehren sowie unter den nach dem Attentat vom 20. Juli 1944 festgenommenen „Sippenhäftlingen“ acht Familienangehörige von Oberst Claus Schenk Graf von Stauffenberg (darunter dessen Bruder Alexander von Stauffenberg) und sieben aus der Familie des ehemaligen Leipziger Oberbürgermeisters Carl Goerdeler.

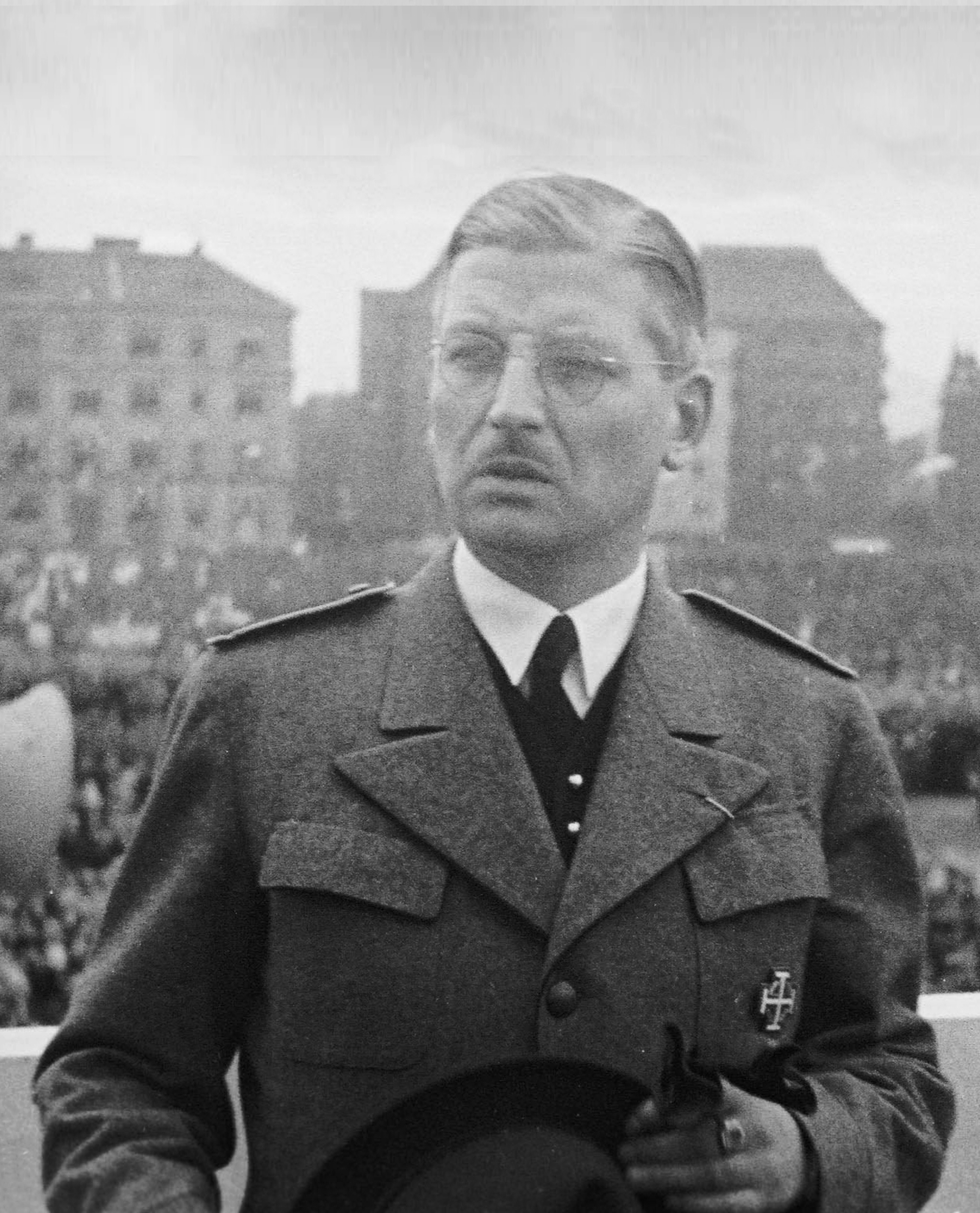
Kurt Schuschnigg, früherer Bundeskanzler von Österreich (1936)
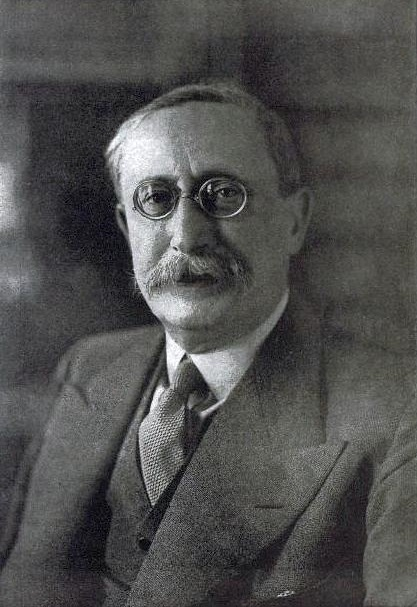
Léon Blum, früherer Ministerpräsident von Frankreich (1936)
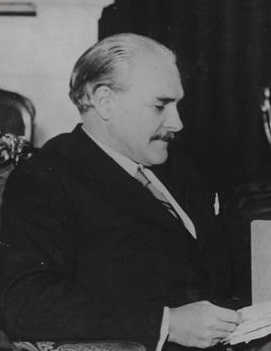
Miklós Kállay, früherer Ministerpräsident von Ungarn (1942)
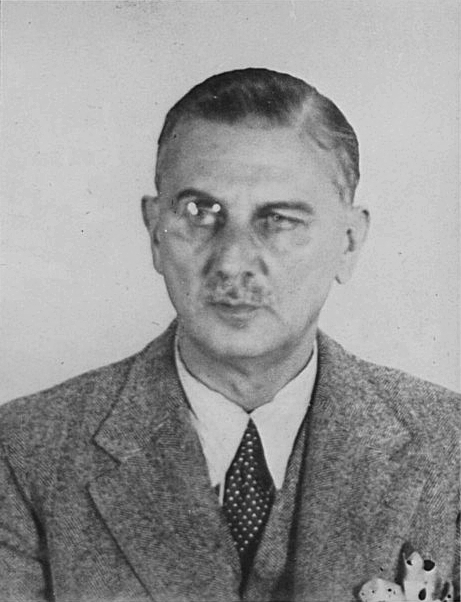
Sigismund Payne Best, britischer Geheimdienst (1939)
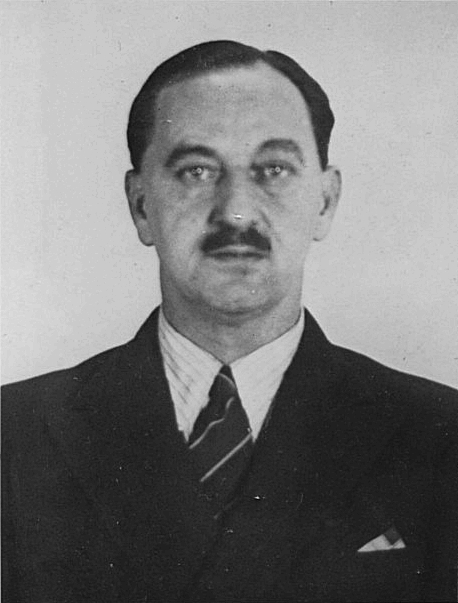
Richard Henry Stevens, britischer Geheimdienst (1939)
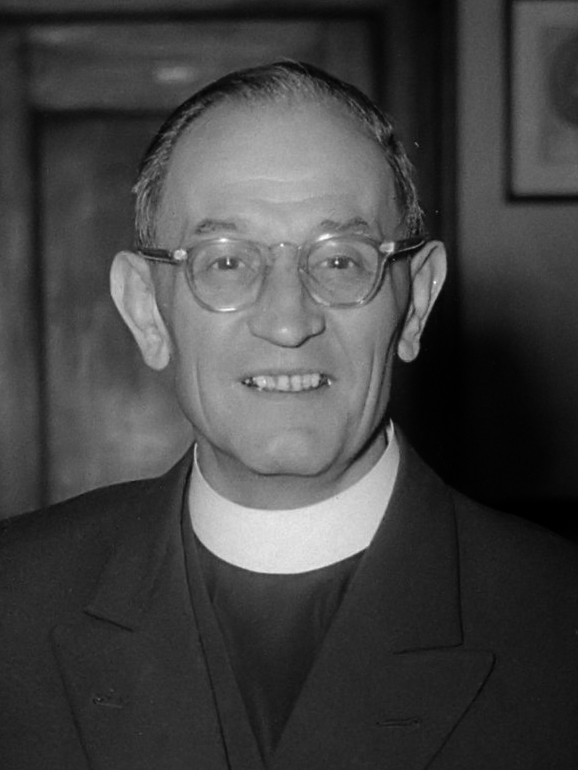
Martin Niemöller, evangelischer Theologe (1952)
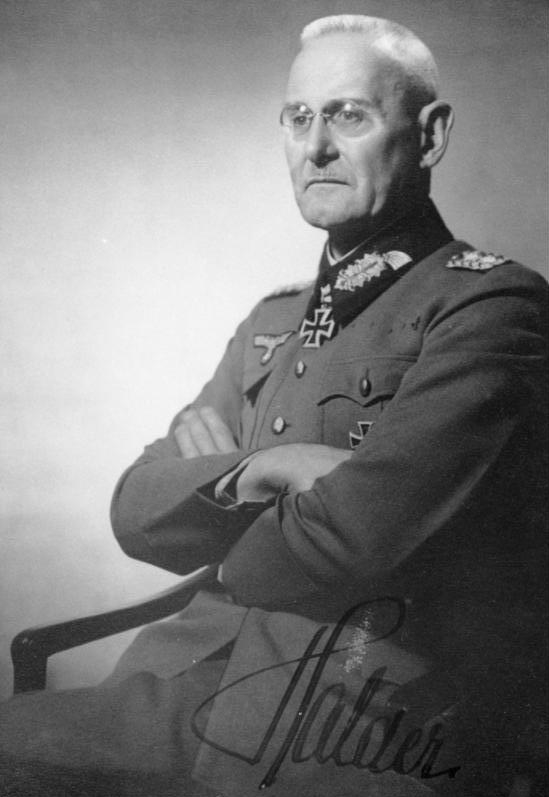
Franz Halder, früherer Generalstabschef des deutschen Heeres (1939)
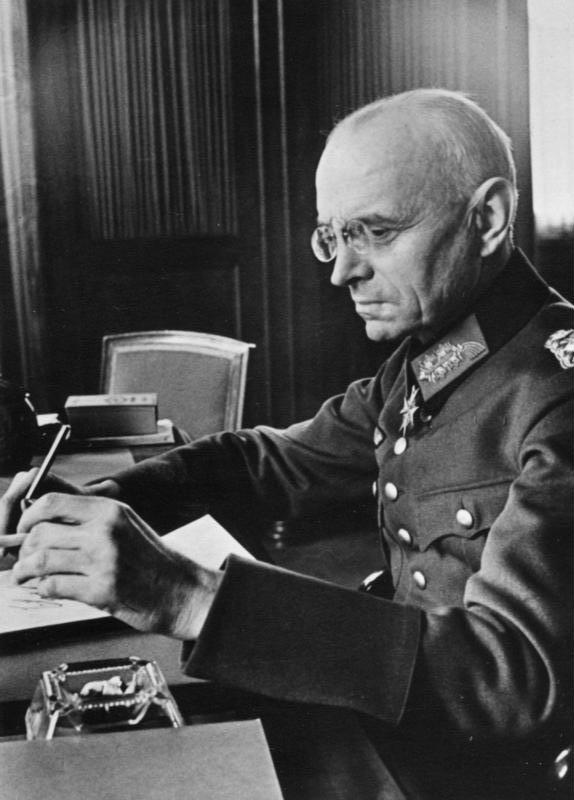
Alexander von Falkenhausen, Chef der Militärverwaltung von Belgien und Nordfrankreich (1940)
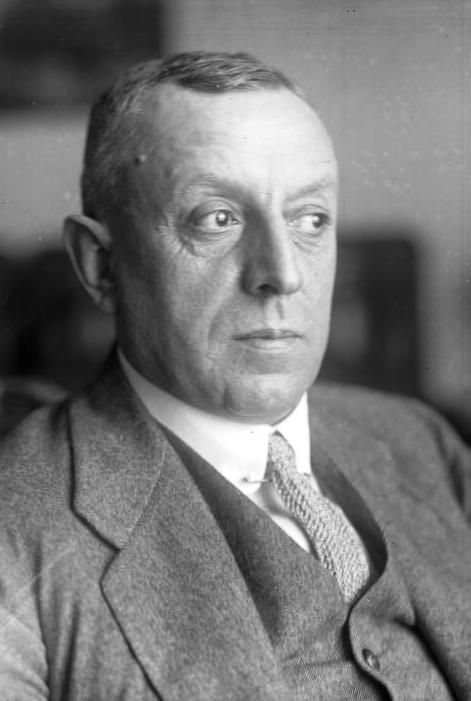
Fritz Thyssen, Großindustrieller (1928)
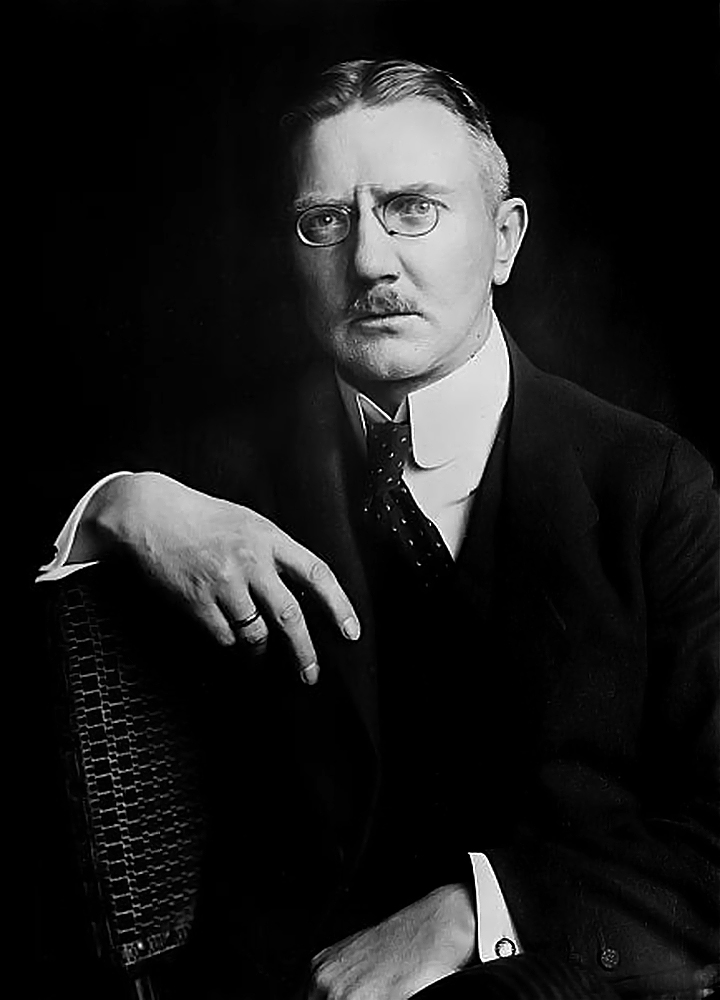
Hjalmar Schacht, früherer Reichswirtschaftsminister (um 1935)

## Befreiung aus Gewahrsam der SS durch die Wehrmacht

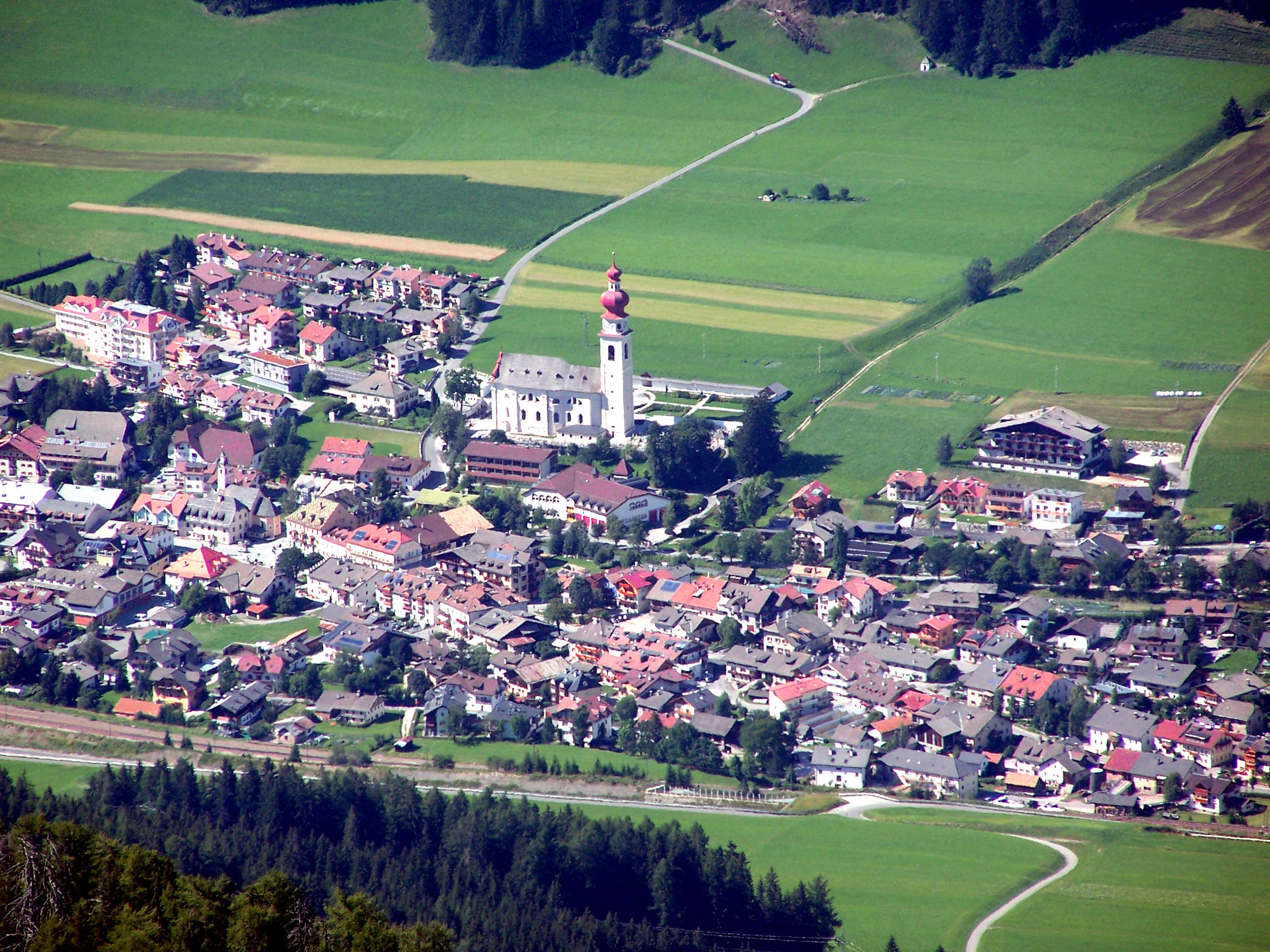
Auf dem Von-Kurz-Platz in Niederdorf in der linken Bildhälfte ließ Alvensleben das Gemeindeamt umstellen

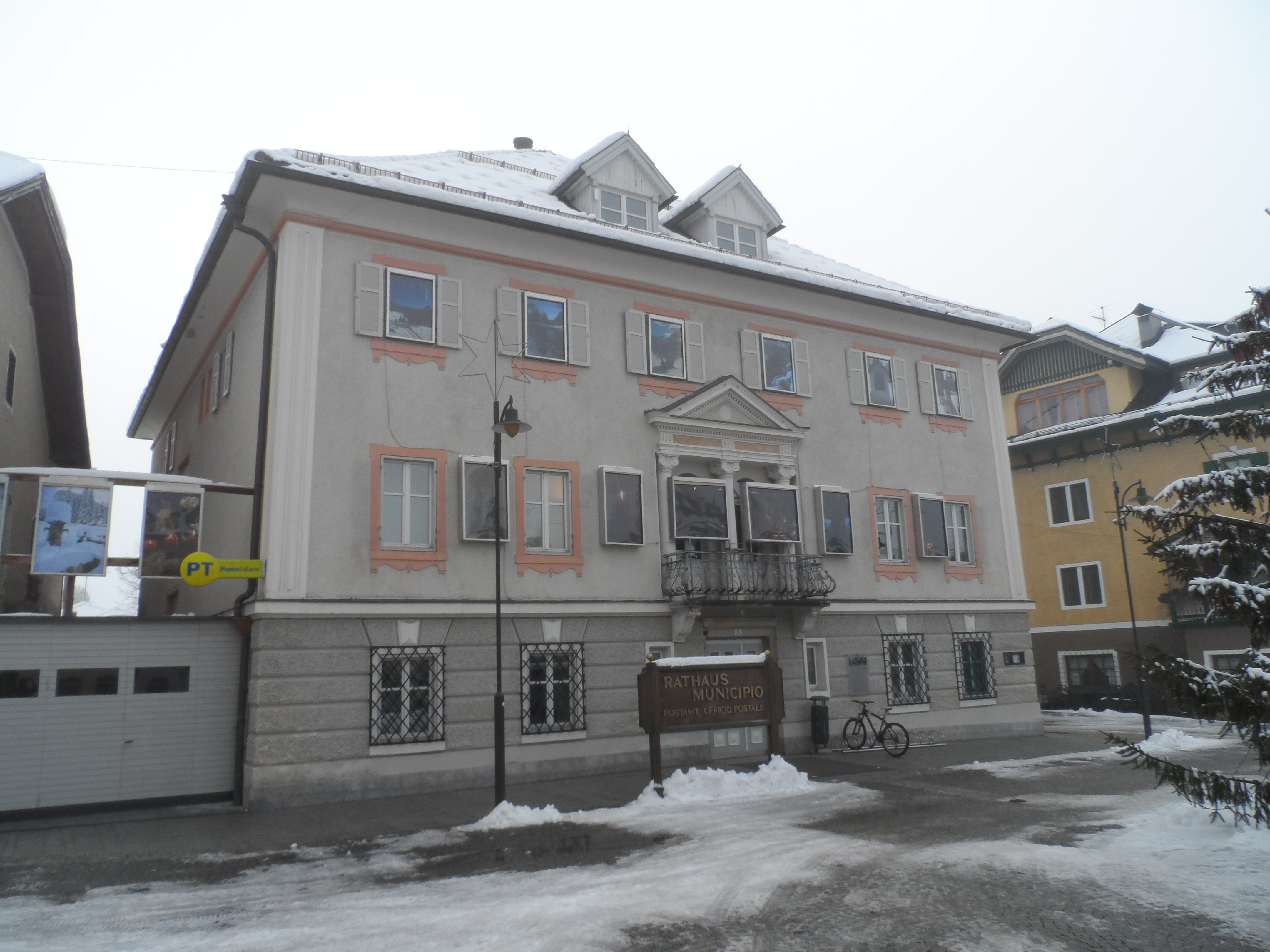
Gemeindeamt von Niederdorf

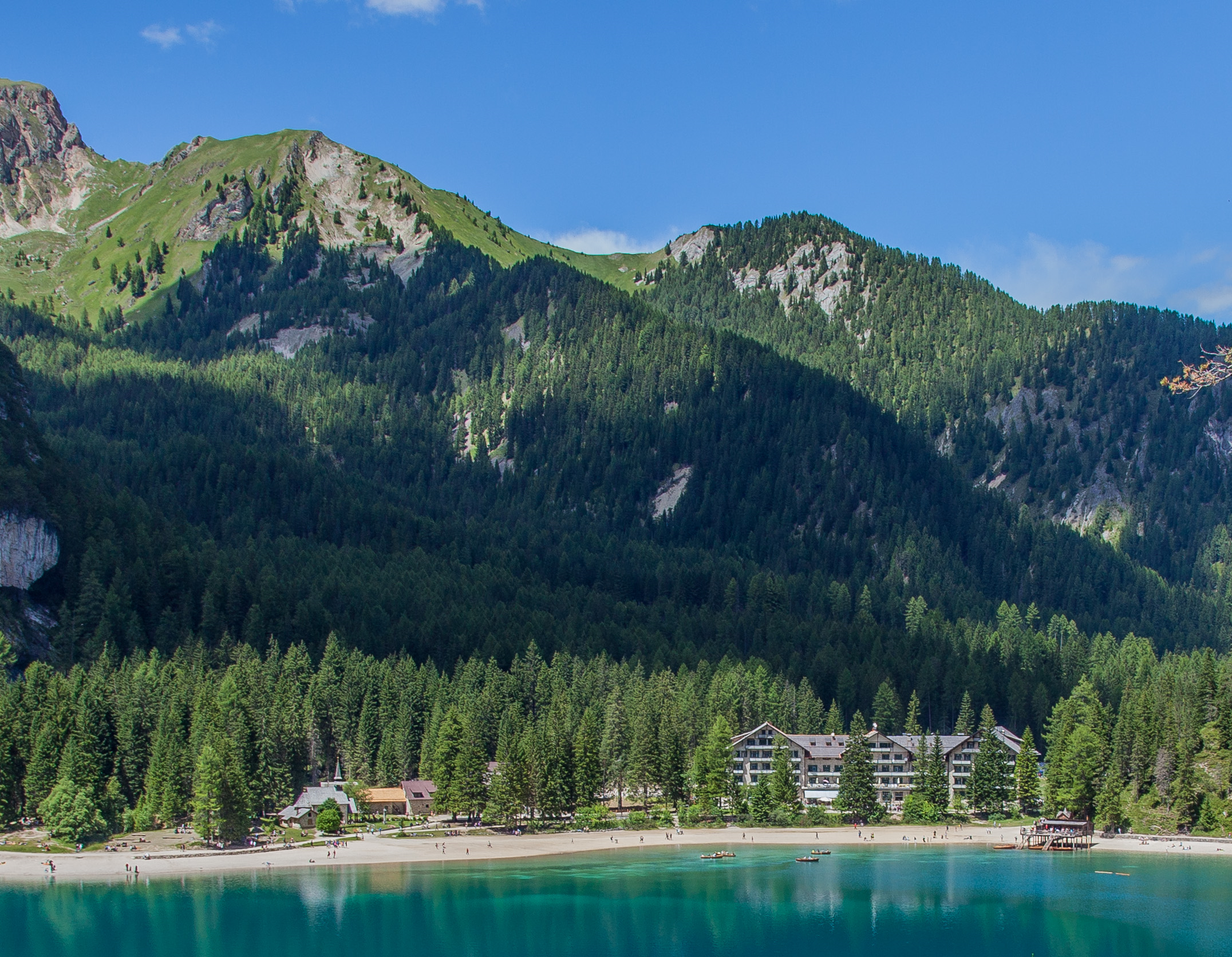
Hotel „Pragser Wildsee“

Am 29. April 1945 gelang es einem der Sonderhäftlinge, Oberst Bogislaw von Bonin, heimlich mit dem Oberkommando der Heeresgruppe C in Bozen zu telefonieren. Er bat General Hans Röttiger, den Stabschef des Oberbefehlshabers Südwest, des Generalobersten Heinrich von Vietinghoff, um Hilfe. Nach einem Gottesdienst in der Niederdorfer Pfarrkirche erklärte SS-Führer Stiller bei einer Versammlung, die Kontrolle an ein zuvor gegründetes Häftlingskomitee unter Leitung des britischen Geheimdienstagenten Sigismund Payne Best und die durch Bonin alarmierte Wehrmacht abgeben zu wollen. Den SS-Häftlingen drohte aber weiter Gefahr, welche von dem als skrupellos beschriebenen SS-Untersturmführer Bader und seinem SD-Trupp ausging.
Als Reaktion auf das Telefonat Bonins mit General Röttiger traf kurz vor Mitternacht Hauptmann Wichard von Alvensleben aus Moos bei Sexten in Niederdorf ein, um sich ein erstes Lagebild zu verschaffen.
Am 30. April kam Alvensleben morgens erneut nach Niederdorf, wo ihm SS-Untersturmführer Bader erklärte, dass sein Auftrag „erledigt sei, wenn die Gefangenen gestorben seien“. Alvensleben enthob Bader seiner Funktion und forderte bei seiner Kompanie in Sexten telefonisch fünfzehn mit Maschinenpistolen bewaffnete Unteroffiziere an, die wenig später das Gemeindeamt umstellten, wo die SS ihr Quartier aufgeschlagen hatte. Nachdem zusätzliche hundertfünfzig Grenadiere aus Toblach eingetroffen waren und den Platz vor dem Gemeindeamt umstellt hatten, konnte Alvensleben mit telefonischer Rückversicherung aus Bozen durch SS-Obergruppenführer Karl Wolff den SS-Untersturmführer Bader und seinen SD-Trupp dazu bringen, abzuziehen.
Die Wehrmacht übernahm nun den Schutz der befreiten SS-Gefangenen. Wie Alvensleben später erklärte, war der kampflose Abzug von Baders SD-Trupp „das alleinige und eindeutige Verdienst des Karl Wolff“, der Alvenslebens „eigenmächtiges Unternehmen sanktionierte und der SS gegenüber autorisierte“.
Da die drei Wehrmachtsgeneräle mit ihren Stäben inzwischen auf Anweisung von Generaloberst Vietinghoff umquartiert worden waren und das Hotel „Pragser Wildsee“ verfügbar war, wurden die befreiten Häftlinge am Abend des 30. Aprils dorthin gebracht. Dort organisierten sie unter Leitung der Hotelbesitzerin Emma Heiss-Hellensteiner das Notwendigste. Wehrmachtssoldaten sicherten mit fünf Maschinengewehren das Hotelareal. SS-Obersturmführer Stiller, der mit dreißig seiner Männer ebenfalls im Hotel unterkommen wollte, wurde abgewiesen.
Kaltenbrunner versuchte weiterhin, die Geiseln wieder in seine Gewalt zu bringen. Von der Geheimen Staatspolizei in Klagenfurt soll Hans Philipp, der Gestapo-Chef von Sillian, am 1. Mai den schriftlichen Befehl erhalten haben, die Häftlinge zu ermorden bzw. sie über die Grenze ins Deutsche Reich zu bringen. Während Niederdorf im italienischen Südtirol liegt, befindet sich Sillian zwanzig Kilometer östlich davon jenseits der italienischen Grenze im damaligen Großdeutschen Reich. Philipp führte dies aber nicht aus und nahm sich laut Sterbebuch am 4. Mai 1945 mit Schlaftabletten das Leben.

## Übernahme durch US-Truppen
Zwei Tage nach der bereits am 29. April 1945 mit Vollmacht von Generaloberst Vietinghoff und SS-Obergruppenführer Wolff in Caserta unterzeichneten, aber erst am 2. Mai offiziell in Kraft getretenen Kapitulation der Wehrmacht in Italien trafen am 4. Mai amerikanische Truppen am Pragser Wildsee ein und übernahmen die Gefangenen.
Einen Tag später erschienen Journalisten und Pressefotografen von alliierter Seite und die Ereignisse machten außerhalb von Deutschland Schlagzeilen. Darin blieb allerdings der Beitrag von Alvenslebens unberücksichtigt.
In zwei Transporten, die am 8. und 10. Mai aufbrachen, gelangten dann die ehemaligen Geiseln unter US-amerikanischer Bewachung über Verona nach Neapel. Die Deutschen wurden anschließend im heute nicht mehr existierenden Hotel „Eden Paradiso“ in Anacapri auf der Insel Capri interniert, wo die „Odyssee“ für alle als „unbelastet“ geltenden Gefangenen schließlich endete. Die meisten von ihnen wurden allerdings erst im Juni 1945 zurück in ihre Heimat geflogen.

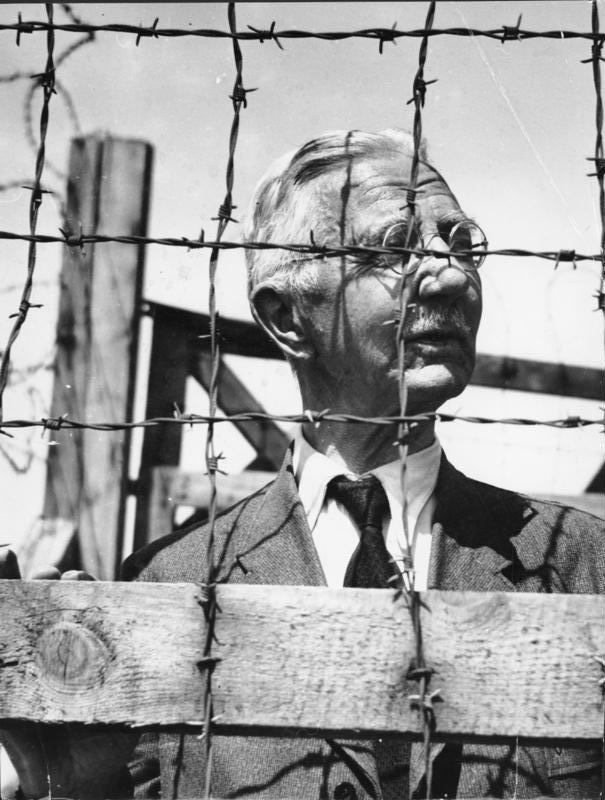
Hjalmar Schacht in einem alliierten Internierungslager (1945)

Für einige der Deutschen mündete die Übernahme durch die Amerikaner in eine erneute und in der Regel mehrjährige Gefangenschaft, so für Oberst von Bonin, die Generale von Falkenhausen und Halder, den Industriellen Fritz Thyssen und Philipp von Hessen. Hjalmar Schacht wurde beim Nürnberger Prozess als Hauptkriegsverbrecher angeklagt, jedoch 1946 freigesprochen.

## Liste der 141 in Niederdorf befreiten Häftlinge aus 18 Staaten
(Staaten in den Grenzen von 1938 vor dem Anschluss Österreichs, in alphabetischer Folge)

### Sonderhäftlinge
Dänemark (6)
- Hans Frederik Hansen, Marineingenieur, Special Operations Executive (SOE), Deckname „Frederiksen“[5]
- Adolf Theodor Larsen, SOE, Deckname „Andy“[6]
- Hans Mathiesen Lunding, Rittmeister, Chef des dänischen Geheimdienstes
- Max Johannes Mikkelsen, Kapitän, SOE[7]
- Jørgen Lønborg Friis Mogensen, ehemaliger Vizekonsul in Danzig
- Knud Erik Pedersen, Kapitän, SOE[8]

 Deutschland (28)
- Bogislaw von Bonin, Oberst im Generalstab, Ehrenhäftling
- Friedrich Leopold von Preußen, Neffe von Kaiser Wilhelm II.
- Friedrich Freiherr Cerrini de Monte Varchi, Lebensgefährte des Prinzen Friedrich
- Friedrich Engelke, SS-Obersturmbannführer beim SS-Wirtschafts-Verwaltungshauptamt (WVHA) in Paris[1]
- Alexander von Falkenhausen, General der Infanterie, ehemaliger Befehlshaber der Militärverwaltung in Belgien und Nordfrankreich
- Wilhelm von Flügge, Agent der Abwehr
- Franz Halder, General, ehemaliger Chef des Generalstabes des Heeres
- Gertrud Halder, seine Ehefrau
- Johann Anton Hamm, Kaplan, ehemaliger Militärpfarrer, wegen „Wehrkraftzersetzung“ verurteilt
- Erich Heberlein, ehemaliger Botschaftsrat in Madrid
- Margot Heberlein, seine Ehefrau
- Horst Hoepner, Händler, Bruder des Generaloberst Erich Hoepner
- Karl Kunkel, Kaplan in Königsberg, Widerstandskämpfer
- Franz Maria Liedig, Fregattenkapitän (Abwehr)
- Josef Müller, Rechtsanwalt, Politiker, Oberleutnant (Abwehr)
- Johannes Neuhäusler, Domkapitular
- Martin Niemöller, Pastor
- Heidel Nowakowski[9]
- Horst von Petersdorff, ehemaliger Oberstleutnant der Wehrmacht, Widerstandskämpfer
- Philipp von Hessen, Diplomat
- Hermann Pünder, ehemaliger Chef der Reichskanzlei
- Hjalmar Schacht, ehemaliger Präsident der Reichsbank, danach Reichswirtschaftsminister
- Fabian von Schlabrendorff, Adjutant von Generalmajor Henning von Tresckow,
- Georg Thomas, General der Infanterie, ehemaliger Chef des Wehrwirtschafts- und Rüstungsamtes
- Fritz Thyssen, Großindustrieller
- Amélie Thyssen, seine Ehefrau
- Wilhelm Visintainer, Koch, Kalfaktor im KZ Dachau
- Paul Wauer, Friseur, Kalfaktor im KZ Dachau

 Frankreich (6)
- Léon Blum, ehemaliger Premierminister
- Jeanne Blum, seine Ehefrau
- Franz Xaver von Bourbon-Parma
- Joseph Joos, Journalist und Politiker (Deutsche Zentrumspartei), wurde als französischer Gefangener geführt
- Gabriel Piguet, Bischof von Clermont-Ferrand
- Raymond Van Wymeersch, Capitaine der Forces françaises libres

 Griechenland (7)
- Konstantinos Bakopoulos, Generalleutnant, Befehlshaber der Metaxas-Linie
- Panagiotis Dedes, Generalleutnant
- Vassilis Dimitrion, Soldat
- Nikolaos Grivas, Feldwebel
- Georgios Kosmas, Generalleutnant
- Alexandros Papagos, Feldmarschall
- Ioannis Pitsikas, Generalleutnant, Bürgermeister von Athen

 Irland (5)
- Thomas J. Cushing, Staff Sergeant (Feldwebel)
- John McGrath, Lieutenant Colonel (Oberstleutnant)
- Patrick O’Brian, Soldat
- John Spence, Soldat (Gunner)[11]
- Andrew Walsh, Soldat, Flugzeugmechaniker

 Italien (7)
- Amechi[12]
- Eugenio Apollonio, stellvertretender Polizeichef der Italienischen Sozialrepublik in Salò
- Mario Badoglio, Hauptmann der Regia Aeronautica, Sohn des Marschalls Pietro Badoglio
- Burtoli[12]
- Enrico Ferrero, genannt „Capitano Davide“, Führer einer auf deutscher Seite gegen die kommunistischen Partisanen kämpfenden Partisaneneinheit[13]
- Sante Garibaldi, Offizier, Enkel[14] von Giuseppe Garibaldi
- Tullio Tamburini, Polizeichef der Italienischen Sozialrepublik in Salò

 Jugoslawien (3)
- Hinko Dragic, Oberstleutnant
- Novak D. Popovic, Generalpostmeister
- Dimitrije Tomalevsky, Journalist

 Lettland (1)
- Gustavs Celmiņš, Politiker, Hauptmann der Reserve

 Niederlande (1)
- Johannes J. C. van Dijk, ehemaliger Verteidigungsminister

 Norwegen (1)
- Arne Simenson Daehli, Kapitän der Marine, Chef der Walfangabteilung, Widerstandskämpfer[15]

 Österreich (5)
- Konrad Praxmarer, Schriftsteller, kurzzeitiger Leiter der Studienbibliothek in Linz, Wehrmachtsdolmetscher[16]
- Richard Schmitz, ehemaliger Bürgermeister von Wien
- Kurt Schuschnigg, Deckname Auster, ehemaliger Bundeskanzler
- Vera Schuschnigg, seine Ehefrau, war seit Dezember 1941 zusammen mit der gemeinsamen Tochter Maria Dolores Elisabeth freiwillig bei ihrem Mann in KZ-Haft und wurde daher offiziell nicht als Gefangene geführt[1]
- Maria Dolores Elisabeth Schuschnigg, Tochter von Kurt und Vera Schuschnigg

 Polen (3)
- Jan Izycki, Brigadegeneral der polnischen Luftwaffe, später Vice Air Marshal
- Stanislaw Jensen, Bomberpilot der Royal Air Force
- Graf Aleksander Leszek Zamoyski, Hauptmann der Kavallerie

 Schweden (1)
- Carl S. Edquist, SS-Obersturmführer, Mitarbeiter des SD, Doppelagent

 Schweiz (1)
- Armand Mottet, Werkstattleiter, Mitglied der Résistance in Frankreich[17][18]

 Sowjetunion (6)
- Ivan Georgievich Bessonov, NKWD, Brigadekommandeur
- Viktor Viktorovich Brodnikov, Oberst
- Fyodor Ceredilin, Soldat
- Vassily Vassilyevich Kokorin, Neffe von Wjatscheslaw Michailowitsch Molotow
- Pyotr Privalov, Generalmajor, Kommandeur der 192. Gebirgsdivision
- Nikolai Rutschenko, Oberleutnant, Historiker

 Tschechoslowakei (4)
- Josef Burda, Kaufmann
- Imrich Karvaš, Gouverneur der slowakischen Nationalbank
- Josef Rys-Rozsévač, Journalist
- Jan Stanek, Major im Generalstab

 Ungarn (10)
- Aleksander von Ginzery, Oberst der Artillerie
- Josef Hatz (Hattszegi), Major, Militärattaché in Sofia[19]
- Samuel Hatz, Lehrer, Vater von Josef Hatz
- Andreas von Hlatky, Staatssekretär im Ministerpräsidium
- Miklós Horthy jr., Diplomat, Sohn von Miklós Horthy
- Géza Igmándy-Hegyessy, Generalleutnant a. D., Mitglied des Oberhauses
- Miklós Kállay, ehemaliger Ministerpräsident
- Julius Király, Oberst der Gendarmerie, Sektionschef im Innenministerium
- Desiderius Ónody, Sekretär von Miklós Horthy jr.
- Baron Péter Schell, ehemaliger Innenminister

 Vereinigtes Königreich (9)
- Sigismund Payne Best, Deckname Wolf, Captain (Hauptmann), britischer Geheimdienst (Organisation Z) in Den Haag
- Jack Churchill, Lieutenant Colonel (Oberstleutnant).
- Peter Churchill, Captain (Hauptmann), Special Operations Executive (SOE)
- Harry M. A. Day, Wing Commander (Oberstleutnant) der Royal Air Force (RAF)
- Sydney Dowse, Flight Lieutenant (Hauptmann) der RAF
- Hugh Mallory Falconer, Squadron Leader (Major) der RAF, Special Operations Executive, Funkexperte, in Tunesien gefangen
- Wadim Greenewich, geboren in Russland, 1929 eingebürgert, Resident im Foreign Office Passport Control Department in Sofia
- Bertram James, Flight Lieutenant (Hauptmann) der RAF
- Richard Henry Stevens, Lieutenant Colonel (Oberstleutnant), britischer Geheimdienst (Passport Control Office) in Den Haag

### Sippenhäftlinge
Deutschland (37)
- Annelise Gisevius, Schwester von Hans Bernd Gisevius
- Anneliese Goerdeler, Ehefrau von Carl Goerdeler
- Benigna Goerdeler, Tochter von Carl Goerdeler
- Gustav Goerdeler, Bruder von Carl Goerdeler
- Marianne Goerdeler, Tochter von Carl Goerdeler
- Ulrich Goerdeler, Sohn von Carl Goerdeler
- Irma Goerdeler, Ehefrau von Ulrich Goerdeler, Schwiegertochter von Carl Goerdeler
- Jutta Goerdeler, Cousine von Benigna Goerdeler
- Käte Gudzent, NKFD-Sippenhäftling
- Hildur von Hammerstein-Equord, Schwester von Kunrat von Hammerstein-Equord und Ludwig von Hammerstein-Equord
- Maria von Hammerstein-Equord, Mutter von Kunrat von Hammerstein-Equord und Ludwig von Hammerstein-Equord
- Fey von Hassell, Tochter von Ulrich von Hassell
- Ilse Lotte von Hofacker, Ehefrau von Caesar von Hofacker
- Anna-Luise von Hofacker, Tochter von Caesar von Hofacker
- Eberhard von Hofacker, Sohn von Caesar von Hofacker
- Therese Kaiser, Ehefrau von Jakob Kaiser
- Elisabeth Kaiser, Tochter von Jakob und Therese Kaiser
- Arthur Kuhn, Rechtsanwalt
- Lini Lindemann, Ehefrau von General Fritz Lindemann
- Josef Mohr, Bruder von Therese Kaiser
- Käthe Mohr, Ehefrau von Josef Mohr
- Walther Graf von Plettenberg-Lenhausen, Kaufmann
- Gisela Gräfin von Plettenberg-Lenhausen, Tochter von Walther Graf von Plettenberg-Lenhausen
- Alexander Schenk Graf von Stauffenberg, Bruder von Claus Schenk Graf von Stauffenberg
- Markwart Schenk Graf von Stauffenberg (senior), Oberst
- Alexandra Schenk Gräfin von Stauffenberg, Tochter von Markwart Schenk Graf von Stauffenberg
- Klemens jr. Schenk Graf von Stauffenberg, Sohn von Markwart Schenk Graf von Stauffenberg
- Elisabeth Schenk Gräfin von Stauffenberg, Ehefrau von Klemens Schenk Graf von Stauffenberg
- Inèz Schenk Gräfin von Stauffenberg, Tochter von Markwart Schenk Graf von Stauffenberg
- Maria Schenk Gräfin von Stauffenberg, Ehefrau von Berthold Schenk Graf von Stauffenberg
- Marie-Gabriele Schenk Gräfin von Stauffenberg, Tochter von Klemens Schenk Graf von Stauffenberg
- Otto Philipp Schenk Graf von Stauffenberg, Sohn Klemens Schenk Graf von Stauffenberg sr.
- Ingeborg Schröder, Ehefrau des Pfarrers Johannes Schröder
- Hans-Dietrich Schröder, Sohn von Johannes und Ingeborg Schröder
- Harring Schröder, Sohn von Johannes und Ingeborg Schröder
- Sybille-Maria Schröder, Tochter von Johannes und Ingeborg Schröder
- Isa Vermehren, Kabarettistin, Schwester von Erich Vermehren

## Erhaltene Dokumente

### „Schnellbrief“ von Gestapochef Heinrich Müller
Am 2. oder 3. Mai 1945 kam ein SS-Mann aus Stillers Wachmannschaft mit einem Papierbündel zu Sigismund Payne Best, der das Häftlingskomitee leitete, und teilte ihm mit, SS-Obersturmführer Stiller verbrenne gerade alle Papiere, die er bei sich hat. Er habe einige in seine Tasche gesteckt, als Stiller nicht aufpasste. Als Best die Papiere untersuchte, stellte er fest, dass die meisten reine Routinebefehle waren. Es war jedoch ein Umschlag mit einem „Schnellbrief“ dabei, den der Chef der Gestapo, SS-Gruppenführer Heinrich Müller, am 5. April 1945 an den Leiter des KZ Dachau, SS-Obersturmbannführer Eduard Weiter, geschickt hatte.
In diesem „Schnellbrief“ kündigte Müller die Überstellung von zehn Sonderhäftlingen ins KZ Dachau an, die dort auch tatsächlich wenig später eintrafen und inzwischen allesamt in Niederdorf befreit worden waren. Dies waren Generaloberst Franz Halder, General Georg Thomas, Hjalmar Schacht, Kurt Schuschnigg mit Frau und Kind, General Alexander von Falkenhausen, Sigismund Payne Best, der Molotow-Neffe Kokorin und Oberst Bogislaw von Bonin.
Dieser „Schnellbrief“ ist ein wichtiges historisches Dokument, weil auf seiner zweiten Seite die unauffällige Liquidierung des Schutzhäftlings „Eller“ (Georg Elser) angeordnet wird.  Elser, der 1939 im Münchener Bürgerbräukeller einen misslungenen Anschlag auf die NS-Führung verübt hatte, wurde kurz nach Eingang dieses Schreibens im KZ Dachau erschossen, ohne, wie im „Schnellbrief“ angeordnet, auf den nächsten Luftangriff zu warten und auch ohne das Schreiben „nach Kenntnisnahme und Vollzug“ zu vernichten.

### Befehl zur Erschießung der Geiseln
In den Erinnerungen einiger der befreiten SS-Geiseln ist die Rede von einem Befehl, den sie zum Teil persönlich in Schriftform gesehen haben wollen. Auf Grund dieses Befehls habe Baders SS-Trupp die Gefangenen oder zumindest einen Teil von ihnen auf jeden Fall oder aber spätestens dann erschießen sollen, wenn sie den Alliierten in die Hände zu fallen drohten. Ein derartiger schriftlicher Befehl ist jedoch nicht überliefert. Ob es im ungünstigsten Fall tatsächlich zur Tötung der Gefangenen gekommen wäre, hält Hans-Günter Richardi, der die Geschichte der SS-Geiselbefreiung intensiv erforscht hat, für spekulativ.

### Autobiografien
Einige der in Niederdorf befreiten Sonder- und Sippenhäftlinge haben ihre Erinnerungen an die Ereignisse in Niederdorf aufgezeichnet und zum Teil in Autobiografien veröffentlicht, u. a. Sigismund Payne Best, Hugh Mallory Falconer, Fey von Hassell, Bertram Arthur „Jimmy“ James, Josef Müller, Hermann Pünder, Fabian von Schlabrendorff, Kurt von Schuschnigg und Isa Vermehren.

## Zeitgeschichtsarchiv Pragser Wildsee

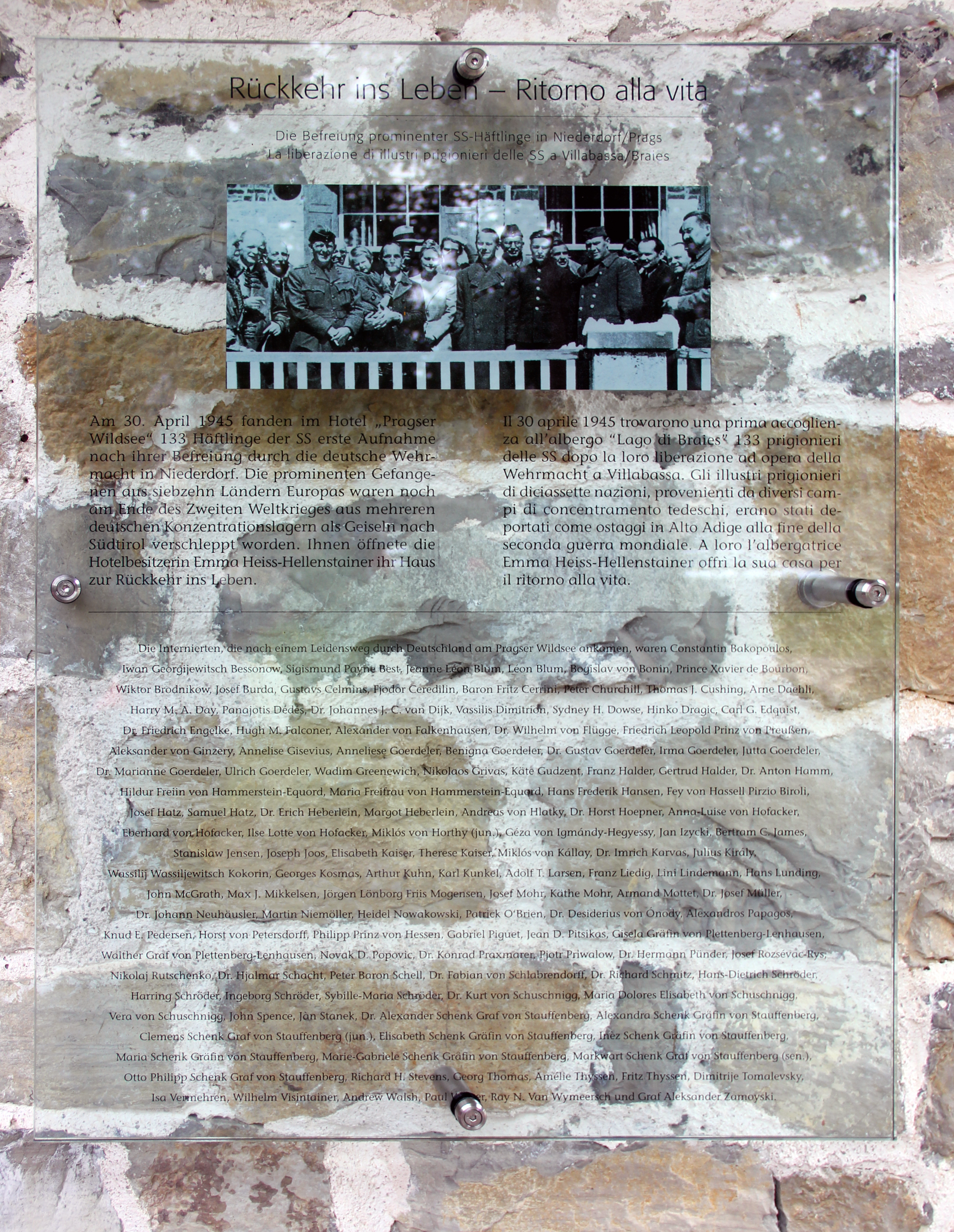
Gedenktafel zur Befreiung der SS-Häftlinge am Hotel „Pragser Wildsee“

An dieses Geschehen erinnert heute das Zeitgeschichtsarchiv Pragser Wildsee, das im Jahre 2006 von Caroline M. Heiss und Hans-Günter Richardi im Hotel „Pragser Wildsee“ gegründet wurde.

## Film
- Wir, Geiseln der SS, zweiteiliges Doku-Drama der Gebrüder Beetz Filmproduktion, Autor und Regie: Christian Frey, Szenenregie: Carsten Gutschmidt, ZDF/ARTE, Deutschland 2014.